# Peter Klashorst

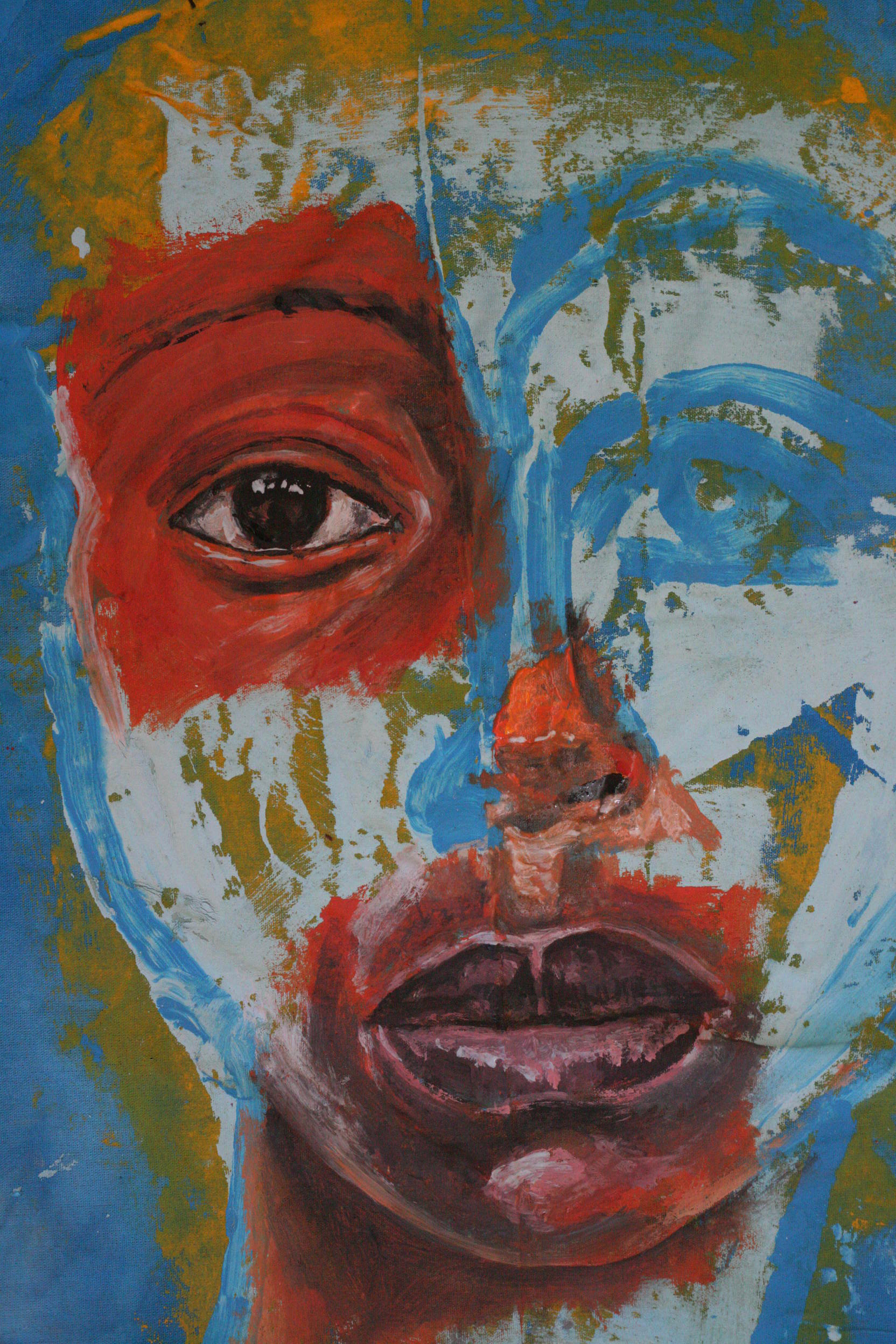
Enigma, Peter Klashorst

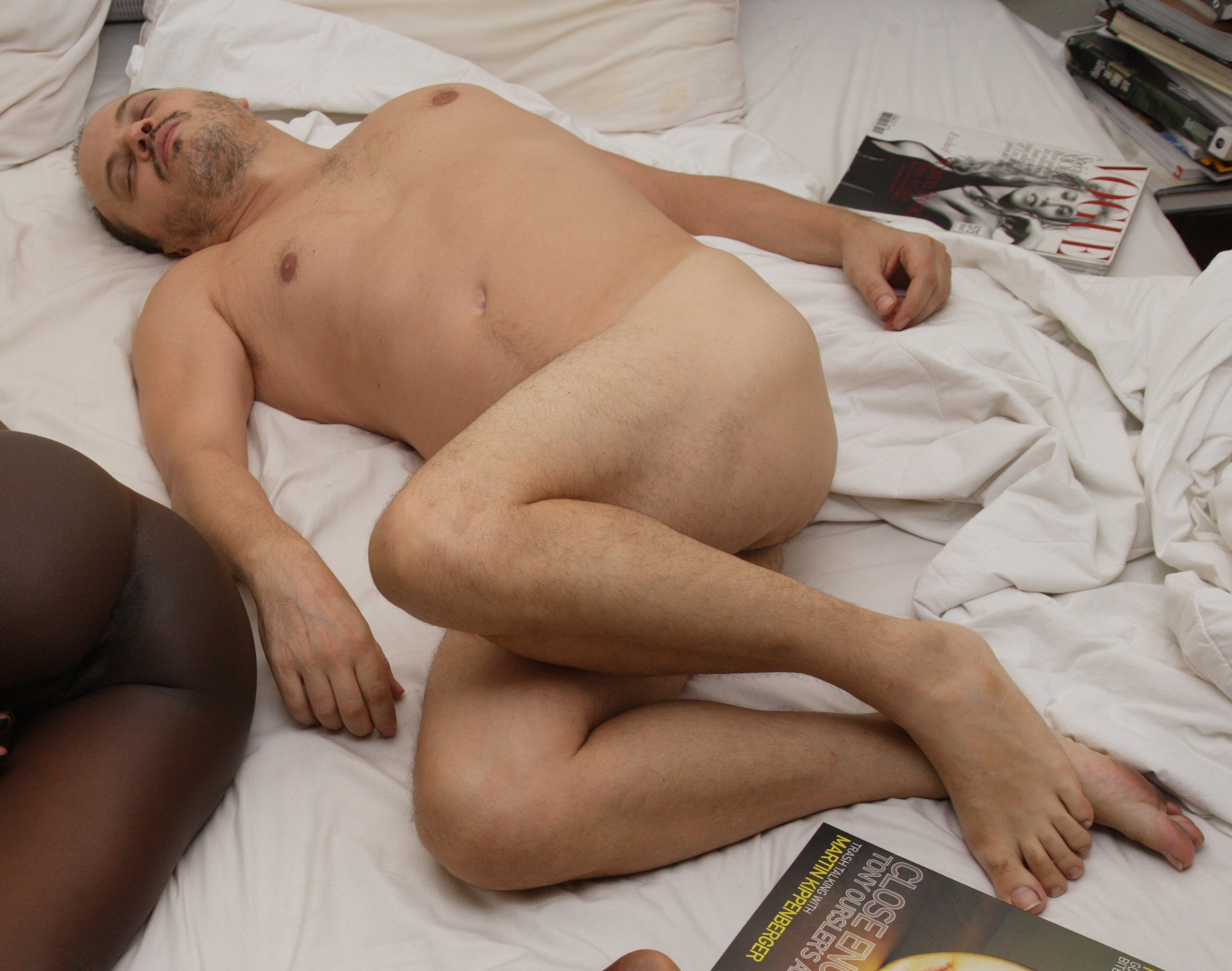
Peter Klashorst (ongedateerde foto)

Peter Klashorst, eigenlijk Peter van de Klashorst (Santpoort, 11 februari 1957 – Amsterdam, 11 september 2024) was een Nederlands kunstschilder, fotograaf en muzikant.

## Biografie
Klashorst wist vanaf zijn prille jeugd dat hij kunstenaar wilde worden; hij speelde toen al Karel Appeltje met gooien van verf. Tijdens zijn middelbareschoolperiode deed hij zijn eerste poging om toegelaten te worden op de Gerrit Rietveld Academie, onder het motto "het is verstandig zo vroeg mogelijk te beginnen". Van 1976 tot 1981 bezocht hij daadwerkelijk die kunstacademie te Amsterdam. Hier maakte hij kennis met de gebroeders Maarten en Rogier van der Ploeg en samen richtten ze de new-waveband Interior op, waarin Klashorst basgitaar speelde. In 1981 muteerde Interior in Soviet Sex, nog altijd met de gebroeders Van der Ploeg. In deze tijd waren de drie ook actief bij de piratentelevisiezender PKP TV (Ploeg/Klashorst/Ploeg). Gedurende de jaren tachtig werd Klashorst als kunstenaar gerekend tot de Nieuwe Wilden. Zijn uitbundige schilderwerk werd in 1983 bekroond met de Koninklijke Subsidie voor de Schilderkunst.
In 1987 begon Klashorst na gesprekken op Tenerife met de Tsjechische kunstenaar Jiří Georg Dokoupil het in Amsterdam gevestigde kunstenaarscollectief After Nature, dat zich afzette tegen het heersende abstract expressionisme. Bekend en berucht waren hun gezamenlijke performances op straat, in de natuur en tijdens kunstmanifestaties. In 1995 viel de After Nature groep weer uiteen. In de tussentijd had deze groep ook het Amsterdams Instituut voor de Schilderkunst (AIS) opgericht, waar zij open schilderworkshops organiseerden. In 1997 neemt Klashorst ook weer deel aan de reünie van de band Soviet Sex en brengt het album Hotel Winston uit. In dat jaar brengt Teleac ook de serie Schilderen met Acryl uit op televisie waarin Klashorst in een van de afleveringen op een voor hem karakteristieke wijze op een gegeven moment met zijn broek op de enkels en ontbloot onderlijf achter de schildersezel staat.
Klashorst verraste het kunstpubliek regelmatig met een nieuwe schilderstijl, maar haalde ook regelmatig het landelijke nieuws met zijn losbandige levensstijl. Hij schilderde en fotografeerde in Afrika vele dames. In 2000 belandde hij in het overwegend islamitische Senegal in een politiecel. Hij werd verdacht van het aanzetten tot losbandigheid en het vervaardigen van obscene afbeeldingen omdat hij lokale vrouwen naakt had geschilderd. Door het omkopen van ambtenaren wist hij zich op borgtocht vrij te kopen en in stilte via Gambia het land te ontvluchten. Later verbleef hij met regelmaat in Nairobi, Mombassa (Kenia), Cambodja en Bangkok (Thailand).
In 2003 verscheen King Klashorst, een geautoriseerde biografie door Robert Vuijsje. In 2006 haalde hij de pers met de oprichting van de 'kunstenaarspartij Huisje-boompje-beestje', die dat jaar bij de gemeenteraadsverkiezingen in Amsterdam 787 stemmen behaalde (0,3%).
Begin 2011 vond een tentoonstelling plaats in het Tuol Sleng-museum in Phnom Penh (Cambodja). Klashorst schilderde de slachtoffers van de Khmer Rouge-periode, portretten die hij vervolgens met een spuitbus bewerkte. Het project werd gesteund door UNESCO.
In 2011 verscheen zijn autobiografie Kunstkannibaal, waarvan de publicatie met veel media-aandacht gepaard ging. In december 2011 exposeerde Klashorst in de Amsterdamse galerie Naleye zijn Cambodjaanse portrettenreeks, aangevuld met recent werk.
In januari 2014 werd bekend dat Klashorst hiv had.
In 2023 noemde Klashorst zichzelf een stads- en wereldnomade. Hij trok als lopend anachronisme uit de jaren 80 (eigen woorden) van woning tot woning. Het was een voortzetting van zijn rondtrekkend bestaan, allereerst binnen de kunstwereld, maar ook zijn civiele bestaan. Deed hij dat in vroeger jaren door te wonen in panden van kunstmecenas Max Hasfeld, in de 21e eeuw waren het onder anderen zijn drie kinderen die hem steeds tijdelijk onderdak boden. Naast hiv had Klashorst te lijden van allerlei kwalen, waarvan hij steeds (deels) herstelde.
Klashorst overleed op 11 september 2024 op 67-jarige leeftijd in het AMC in Amsterdam aan de gevolgen van lymfeklierkanker.

## Enkele werken

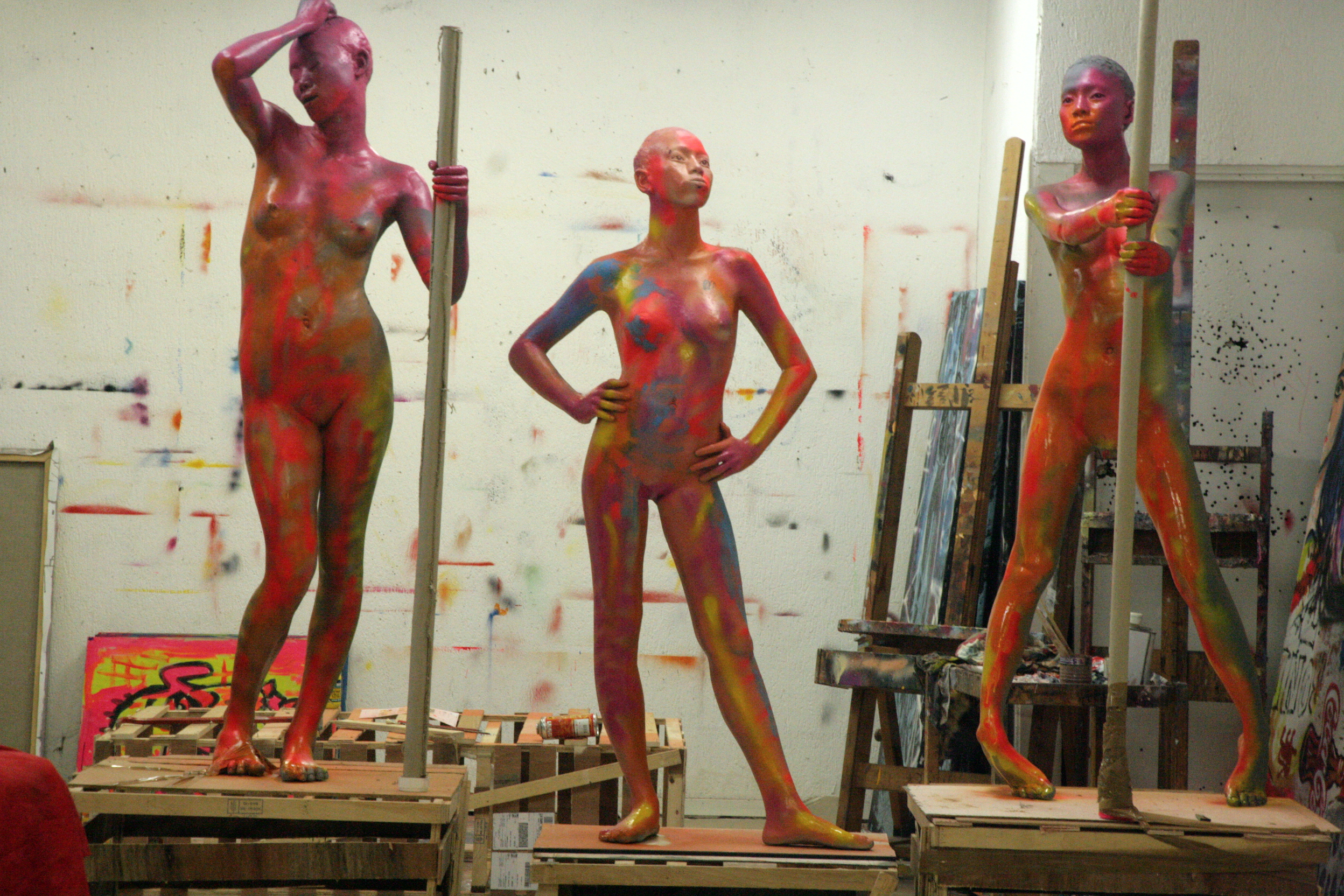
Heaven above
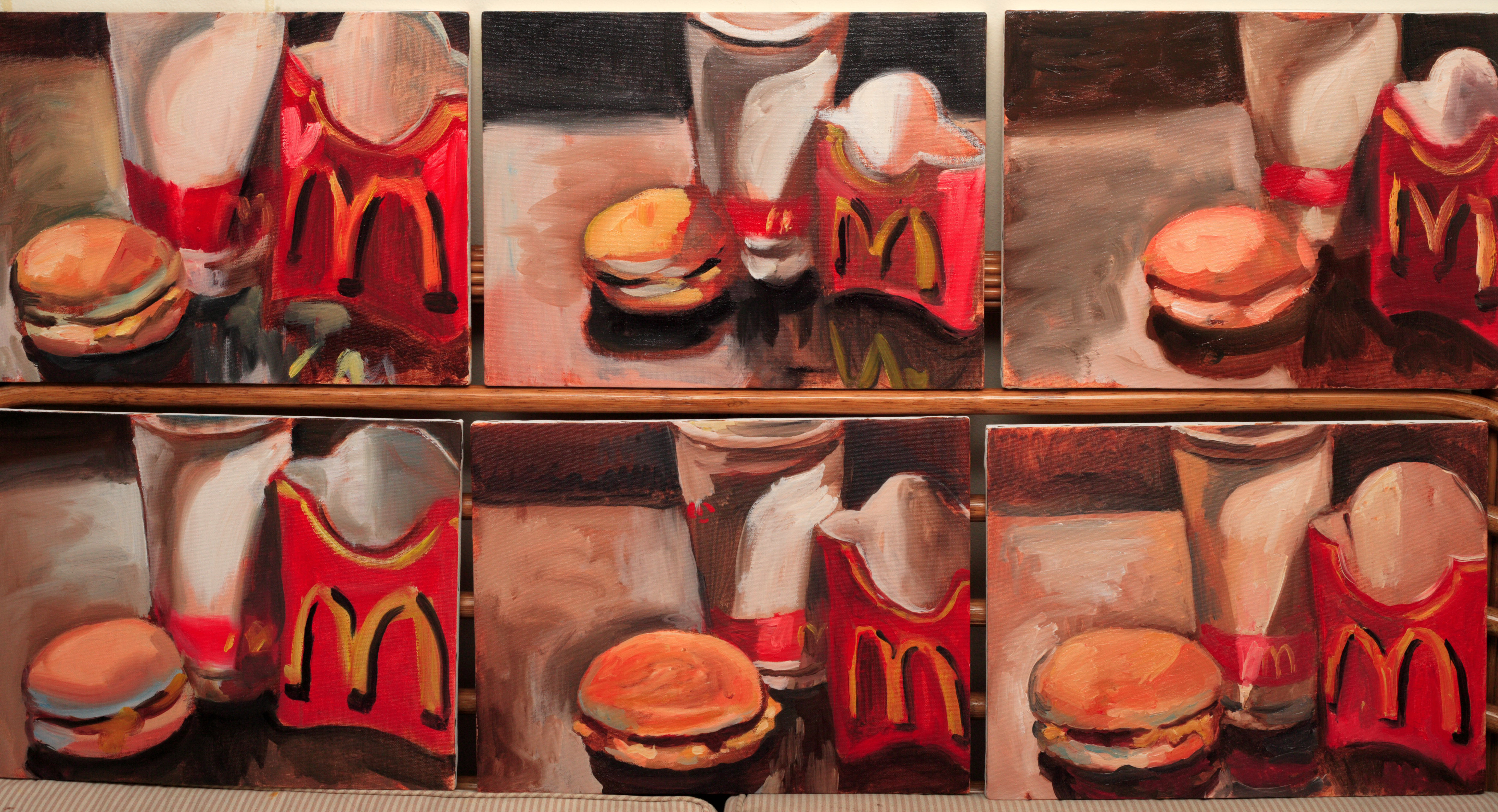
Find the differences
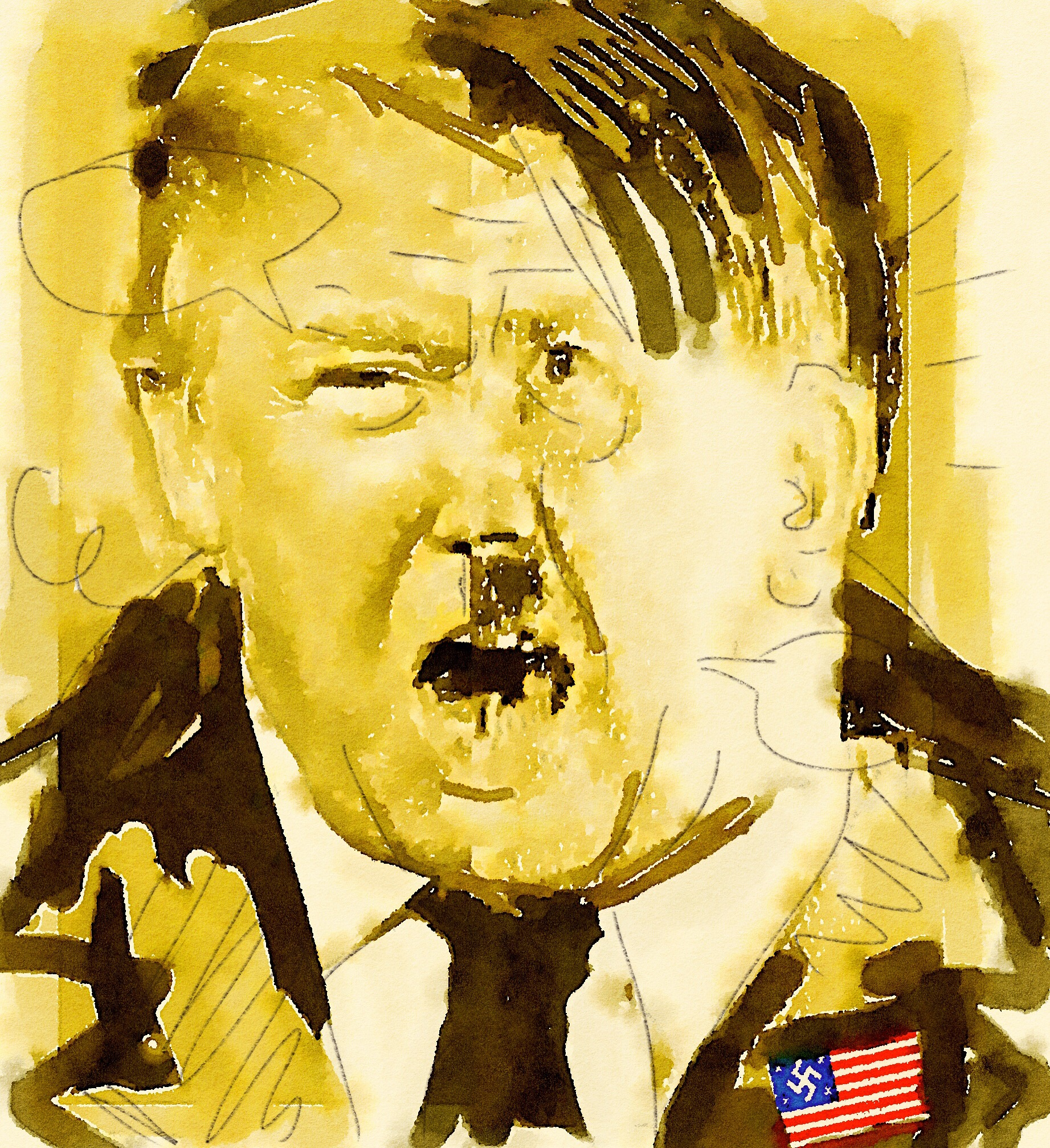
Double face, Donald Trump and Adolf Hitler

## Prijzen
- 1982 - Johan en Titia Buning-Brongers-prijs
- 1983 - Koninklijke Subsidie voor de Schilderkunst

## Publicaties
- Steef Davidson, red., Peter Klashorst, tekeningen: Poëzie explosie: 23-5, 30-5, 6-6 1979, Amsterdam, 1979
- Peter Klashorst; samenst. Timo van der Eng, Theo van der Hoeven; red.: Marleen Buddemeijer: Schilderen met acryl, Utrecht, 1997, ISBN 9065334351
- Peter Klashorst: Kunstkannibaal, Amsterdam, 2011

## Muziek
- Bizarre Disco (single, 1979) en Interior (minialbum, 1980) met de band Interior[8]
- Happy End (album, 1982), Hotel Winston (album, 1997) en verschillende singles met de band Soviet Sex[9]
- Heaven / Hell, een 45-toerenplaat met muziek van de popgroep The M.I.4s, met gitaar en zang van 'Peter van der Klashorst', 1984, White Trash Records (75 genummerde exemplaren}

- Gemeinsame Normdatei: 1341769003
- International Standard Name Identifier: 0000 0000 3838 3634
- Library of Congress Control Number: n2003017261
- Nederlandse Thesaurus van Auteursnamen: 074510576
- PIC: 389118
- RKD-Nederlands Instituut voor Kunstgeschiedenis: 44596
- Istituto Centrale per il Catalogo Unico: MODV666121
- Union List of Artist Names: 500381279
- Virtual International Authority File: 41212585
- WorldCat: E39PBJqbfHDP8CypyrDr9PPYT3